# Репчицы
Репчицы (укр. Ріпчиці) — село в Меденичской поселковой общине Дрогобычского района Львовской области Украины.
Население по переписи 2001 года составляло 697 человек. Занимает площадь 10,36 км². Почтовый индекс — 82164. Телефонный код — 3244.